# William Henne
Pour les articles homonymes, voir Henne.
William Henne, né le 11 juin 1969 à Ixelles (région de Bruxelles-Capitale), est un animateur, auteur de bande dessinée et cinéaste belge. Il est aussi éditeur, producteur et travailleur social.

## Biographie
William Henne naît le 11 juin 1969 à Ixelles, une commune bruxelloise,,,. Avant de rejoindre en 1998 le collectif La Cinquième Couche, William Henne publie en 1994 son premier recueil de bande dessinée, L’Épuisement, à compte d’auteur. En 2001, il réalise l’adaptation en bande dessinée d’un épisode du Poulpe, La Disparition de Perek d’Hervé Le Tellier, aux Éditions 6 Pieds sous terre. Parallèlement à la publication de ses livres, il produit de nombreux courts récits pour différents supports (Frigobox, Le Matin, Comix 2000, Jade, Le Coup de grâce, Nos restes, Cola de Mono, George, GrandPapier, Comix Street Journal, Reporté.e.s, Ventricule Gauche).
En 2009, avec Xavier Löwenthal et Thomas Boivin, il adopte le pseudonyme Judith Forest pour 1h25 en 2009 et Momon (2011) dans la collection « Extracteur » des éditions La Cinquième Couche.
C'est sous le pseudonyme The Stealth Group qu'il signe Le Capitalisme à portée de main, coédité par La Cinquième Couche et les éditions suisses Hélice-Hélas en 2017.
Il est également le fondateur avec la réalisatrice Delphine Renard du studio de cinéma d’animation Zorobabel, coordinateur de l’Atelier Collectif, producteur et réalisateur de plusieurs films d’animation.

## Œuvre

### Publications
- L'Épuisement[10], Bruxelles, Zorobabel, 1994, 27 p..
- Le Poulpe : La Disparition de Perek, t. 8, Montpellier : 6 Pieds sous terre, coll. « Céphalopode », 2001, 64 p.  (ISBN 2910431231).  — D'après Hervé Le Tellier.
- La Poursuite [découpage][11], Bruxelles, La Cinquième Couche, coll. « Extracteur », 2001, 64 p.  (ISBN 2-9600-1863-X).
- L'Annonceur[12], Bruxelles, La Cinquième Couche, coll. « F. », 2003, 40 p.  (ISBN 2-930356-02-2).
- La Station, Bruxelles, La Cinquième Couche, coll. « Extracteur », 2004, 128 p.  (ISBN 9782930356105).
- La Régression (scénario), avec François Olislaeger (dessin), Bruxelles, La Cinquième Couche, 2005, 40 p.  (ISBN 2930356065).
- La Permutation [Errata], Bruxelles, La Cinquième Couche, coll. « Extracteur », 2006, 64 p.  (ISBN 2930356308).
- Les Songes [Reliefs][13], Bruxelles, La Cinquième Couche, 2009, 100 p.  (ISBN 978-2-930356-47-1) — réédition[14] en 2017  (ISBN 978-2-390-08015-2).
- L'Hôte [été 1977][15], Bruxelles, La Cinquième Couche, coll. « Point Métal », 2012, 40 p.  (ISBN 978-2-930356-85-3).
- La Poursuite [contre-sens], Bruxelles, La Cinquième Couche, 2014, 56 p.  (ISBN 9782930356976)
- Djihad blues, avec Yann Bonnin, Bruxelles, La Cinquième Couche, 2017, 176 p.  (ISBN 9782390080374)
- Astro Boy, t. 6, avec Xavier Löwenthal, La Cinquième Couche, 2020, 240 p.  (ISBN 9782390080619)
- The Dark knight returns book one, avec Xavier Löwenthal, La Cinquième Couche, 2021, 352 p.  (ISBN 9782390080701)
- La Marque Jaune, Bruxelles, La Cinquième Couche, 2022, 120 p.  (ISBN 9782390080831)
- Les Raisons de la colère, avec Xavier Löwenthal, Bruxelles, La Cinquième Couche, 2023, 36 p..

#### Sous le pseudonyme commun de Judith Forest
- 1h25[8], avec Xavier Löwenthal et Thomas Boivin, Bruxelles, La Cinquième Couche, coll. « Extracteur », 2009, 304 p. (OCLC 690786133)  (ISBN 9782930356686)
- Momon[8],[7],[16], avec Xavier Löwenthal et Thomas Boivin, Bruxelles, La Cinquième Couche, coll. « Extracteur », 2011, 96 p.  (ISBN 978-2-930356-76-1).
- Journaux, avec Xavier Löwenthal, La Cinquième Couche, 2018, 500 p.  (ISBN 9782390080459)
- Sexe, mensonges et édition, avec Xavier Löwenthal, La Cinquième Couche, 2021, 32 p.  (ISBN 9782390080688)
- Strip, La Cinquième Couche, 2025, 24 p.  (ISBN 9782390081098)

#### Sous le pseudonymeThe Stealth Group
- Le Capitalisme à portée de main[9], Bruxelles : La Cinquième Couche ; Vevey : Hélice-Hélas, 2017, 204 p.  (ISBN 9782390080169).

#### Collectifs
- Le Coup de grâce, La Cinquième Couche, coll. « F », Bruxelles, 26 août 2006
Scénario et dessin : collectif dont William Henne - Couleurs : quadrichromie -  (ISBN 9782930356297)

#### Catalogues d'exposition
- Bruxelles stories, Zanpano, coll. « Zanpano éditions luxe », Paris, 2009
Scénario : Patrick van Roy - Dessin : collectif dont William Henne - Couleurs : quadrichromie -  (ISBN 978-2-915757-18-7),Catalogue de l'exposition à la Galerie Petits Papiers à Bruxelles. Tirage à 600 exemplaires.

### Expositions collectives
- Génération spontanée[17],

1. Espace Franquin, Angoulême du 27 au 30 janvier 2011[17] ;
2. Centre Wallonie-Bruxelles de Paris, juin-août 2011[18] ;
3. BIP (Bruxelles Info Place, Place Royale à Bruxelles), septembre-octobre 2011[19] ;
4. Rencontres du 9e Art d’Aix, Aix-en-Provence, mars-avril 2012[20] ;
5. Centre culturel du Forum de Meyrin, Genève, Suisse, octobre-décembre 2012[21].

- Restrankil #4[22],[23], spécial bande dessinée, Apéro-zic les 20 et 21 avril, puis du 22 avril au 13 mai 2013 au Lycaon, Bruxelles.
- La Microboutiek s'affiche[24], Cinéma Nova, Bruxelles, du 17 septembre au 19 octobre 2014.

### Filmographie
- 1997 : Tout jeune garçon, animation, 7 min, coul., peinture animée, 16 mm[25]
- 2000 : Barbe-Bleue (avec l'Atelier Collectif), animation, 15 min, coul., stop motion, 35 mm[26]
- 2002 : Le Petit Théâtre mécanique (avec l'Atelier Collectif), animation, 7 min 30 s, coul., stop motion, 35 mm[26]
- 2003 : Le Complot de famille (avec l'Atelier Collectif), animation, 6 min, coul., stop motion, 35 mm[26]
- 2004 : Jan Hermann (avec l'Atelier Collectif), animation, 9 min, coul., stop motion, 35 mm[26]
- 2005 : Transit (avec l'Atelier Collectif), animation et documentaire, 24 min, coul., techniques mixtes, HD[27]
- 2006 : Otomi (avec l'Atelier Collectif), animation, 9 min, coul., stop motion, 35 mm[26]
- 2007 : La Diagramme du migrant (avec l'Atelier Collectif), animation, 2 min, coul., Flash[28]
- 2008 : Déjà vu (avec l'Atelier Collectif), animation, 19 min 57 s, coul., stop motion, 35 mm[26]
- 2009 : Kill the surfers (avec l'Atelier Collectif), animation, 3 min 23 s, coul., stop motion, HD[29]
- 2010 : L'Affaire Ginzhu (avec l'Atelier Collectif), animation, 16 min 20 s, coul., stop motion, HD[30]
- 2011 :
  - Kimiko (avec l'Atelier Collectif), animation, 3 min 30 s, coul., stop motion, HD[31]
  - Kin (avec l'Atelier Collectif), animation, 11 min, coul., stop motion, 35 mm[32]
  - Pigmaleón (avec l'Atelier Collectif), animation, 4 min 45 s, coul., stop motion, HD[33]
- 2013 : Quand j'étais petit, je croyais que (avec l'Atelier Collectif), animation, 52 × 45 s, coul., HD[34]
- 2014 : La Chair (avec Louise Lemoine Torrès), animation, 15 min, coul., DCP[26]
- 2015 : The opening (avec l'Atelier Collectif), animation, 6 min 5 s, coul., DCP[35]
- 2016 :
  - No-go zone (avec l'Atelier Collectif), animation, 10 min, coul., DCP[36]
  - Inhibitum (avec l'Atelier Collectif), animation, 8 min, coul., DCP[37]
  - Scraps (avec l'Atelier Collectif), animation, 5 min 51 s, coul., DCP[38]
- 2017 :
  - Biophonie (avec l'Atelier Collectif), animation, 2 min 31 s, coul., DCP[39]
  - KL (avec Yann Bonnin), animation, 3 min 30 s, coul., DCP[40]
  - C'est comme des gens normaux (avec l'Atelier Collectif), animation, 3 min 40 s, coul., DCP[41]
- 2018 :
  - La Vigie (avec l'Atelier Collectif), animation, 9 min 17 s, coul., DCP[42]
  - Le Poisson fidèle (avec l'Atelier Collectif), animation, 7 min 40 s, coul., DCP[43]
- 2022 : Alex Barbier : portraits (avec Laura Petitjean), documentaire, 75 min, coul., DCP[44]
- 2024 : Murmuziek, documentaire, 54 min 31 s, coul., DCP[45].

## Prix et distinctions
- 2002 :
  -  prix du meilleur court métrage au festival du film indépendant de Bruxelles partagé avec Simon Elst, Lamya Amrani, Laurence Leplae pour Le Petit Théâtre mécanique[46] ;
  - prix du public au festival du court métrage Vendôme partagé avec Simon Elst, Lamya Amrani, Laurence Leplae pour Le Petit Théâtre mécanique[46] ;
- 2003 : prix de la SABAM au 23e Anima, Bruxelles, pour Le Petit Théâtre mécanique[46] ;
- 2004 : Grand Prix Anima 2004 de la Communauté Française, Bruxelles, pour Jan Hermann.[47] ;
- 2006 : Grand-Prix Award at the Akira Kurosawa Memorial Short Film Competition, Imari, pour Otomi ;
- 2011 :
  - Prix de la RTBF au festival Anima, Bruxelles, pour Kin[48] ;
  - Grand prix de la Communauté française au festival Anima, Bruxelles, pour Kin[48] ;
- 2022 : prix du Film sur l'Art au Brussels Film Festival, Bruxelles, pour Alex Barbier : portraits[49].

#### Livres
: document utilisé comme source pour la rédaction de cet article.
- Jacques Fiérain, « Henne, William », dans La BD à Bruxelles et en Brabant, Charleroi, Éd. l'Âge d'or, avril 2003, 144 p., ill. ; 31 cm (ISBN 9782960119664 et 2960119665, OCLC 470388171, présentation en ligne), p. 71. .
- Le 9e Rêve no 6, Bruxelles, Institut Saint-Luc de Bruxelles, École de recherche graphique, 2006, 144 p. (présentation en ligne), p. 69.
- Thierry Bellefroid et Jean-Marie Derscheid, « Henne William Dessinateur - Scénariste », dans 77 auteurs de bande dessinée en Wallonie et à Bruxelles, Bruxelles, Wallonie-Bruxelles International, 2017, 128 p. (ISBN 2-930071-83-4, lire en ligne), p. 61
- Catherine Mao, La bande dessinée autobiographique francophone (1982-2013) : Transgression, hybridation, lyrisme., Paris, Art et histoire de l’art. Université Paris-Sorbonne - Paris IV, 2014, 437 p., pdf (HAL tel-04268033), p. 61, 63, 73, 75, 196, 275. .
- Philippe Mellot, Michel Denni, Laurent Turpin et Isabelle Morzadec, Trésors de la bande dessinée : BDM 2021-2022 - Catalogue encyclopédique et Argus, Paris, Les Arènes, novembre 2020, 22e éd., 1700 p., ill. ; 23 cm (ISBN 9791037502582, OCLC 1240308146, présentation en ligne), p. 59, 542, 856, 903, 904, 954, 1044, 1075.

#### Articles
- Judith Forest (interviewée par Morgan Di Salvia), « Interviews : Judith Forest : « L’authenticité n’existe pas, et ça n’a pas d’importance, puisqu’une émotion n’est jamais fausse. » », ActuaBD,‎ 21 janvier 2011 (lire en ligne, consulté le 9 novembre 2024).
- William Henne et Xavier Löwenthal (interviewés par Frédéric Hojlo), « Brève rencontre avec : William Henne et Xavier Löwenthal, éditeurs pour La 5e Couche », ActuaBD,‎ 21 juin 2021 (lire en ligne, consulté le 17 septembre 2024).

### Vidéographie
- [vidéo] « Rencontre avec William Henne pour la série "BRUT" », sur YouTube
- [vidéo] « LCR - William Henne », sur YouTube, 25 juin 2024, émission de télévision présentée par David Courier, diffusée sur BX1.